# Enrique Marzal Santafé
Enrique Marzal Santafé (València, 15 de desembre de 1940 - 6 de juny de 2025) fou un indumentarista valencià.
Fill de la modista Regina Santafé, El seu interés per la indumentària naix d'un trage de valenciana que sa mare li feu a la filla el 1946. Des de xicotet va conéixer a Concha Piquer, a qui vestia. Marzal va estar vinculat a Casa Insa fins al 1972, que s'independitza.
El 1990 comença la tradició de decorar el seu balcó en motiu de la Processó de la Mare de Déu dels Desamparats durant el Corpus Christi de València, aconseguint diversos guardons.
Va ser proveïdor de la Casa Reial Espanyola, i va vestir a artistes com Concha Piquer, Lola Flores, Rocío Jurado, Lina Morgan, Carmen Sevilla, Norma Duval, Salomé i d'altres.
També tingué una vessant com actor, participant al film Con el culo al aire, juntament amb Ovidi Montllor o Joan Monleon.